# Boom Overture
Boom Overture — проект сверхзвукового пассажирского самолёта компании Boom Technology. В отличие от сверхзвуковых пассажирских самолётов предыдущего поколения (Ту-144, Конкорд), он будет построен из композитных материалов. Первый полёт запланирован на 2026 год, начало эксплуатации — на 2029 год.

## История
В марте 2016 года компания создала первые чертежи и макеты частей самолёта. В октябре того же года были изменены характеристики самолёта, что привело к увеличению пассажировместимости самолёта до 50—55 пассажиров.
Изначально Boom Technology собиралась сделать самолёт со скоростью 2,2 Маха, чтобы соответствовать расписанию трансокеанских перелётов, но в то же время сохранять низкое шумовое загрязнение в аэропорту.
На авиасалоне в Париже в июне 2019 года Boom сообщила, что введение в эксплуатацию сверхзвукового Overture отложено с 2023 года до 2025—2027 годов. В сентябре 2020 года компания сообщила, что ведёт переговоры с ВВС США, которые рассматривают возможность использования Overture как Air Force One.
7 октября 2020 года Boom представила свой прототип Overture Boom XB-1, который должен был совершить свой первый полёт в 2021 году с аэрокосмического центра в Мохаве. По планам первый Overture будет представлен в 2025 году, чтобы получить разрешение на полёты в 2029 году и начать эксплуатацию в 2030 году. По состоянию на январь 2022 года Boom намерена совершить первый полёт Overture в 2026 году и начать эксплуатацию в 2029 году.
В настоящее время Boom собирается уменьшить крейсерскую скорость Overture с 2,2 Маха до 1,7 Маха.
13 декабря 2022 года Boom сообщила, что будет разрабатывать собственный турбовентиляторный двигатель Boom Symphony, поскольку производители Rolls Royce, Pratt & Whitney и General Electric не собираются создавать новый двигатель для сверхзвукового Overture из-за большой стоимости.
22 марта 2024 года компания заявила об успешном полете прототипа-демонстратора Overture Boom XB-1. XB -1 выполнил все поставленные перед ним задачи испытаний, включая безопасное и успешное достижение высоты 2,12 км и скорости до 440 км/ч.
26 августа 2024   XB-1 завершила второй полет. Проведена проверка убираемости шасси.
13 сентября 2024 года XB-1 совершил третий полет. Будет выполнено около 10 полетов прежде чем самолет перейдет к испытанию на сверхзвуковых скоростях 
21 сентября XB-1 совершил четвертый полет. Достигнута высота в 4,922 км. и скорость 755 км/ч.
7 октября 2024 года XB-1 совершил пятый полет. Достигнута высота в 5,425 км. и скорость 845 км/ч. Продолжительность полета составила 50 минут.
25 октября 2024 года XB-1 совершил шестой полет. Достигнута высота в 6,096 км. и скорость в 820 км/ч. Продолжительность полета составила 38 минут.
5 ноября 2024 года XB-1 совершил седьмой полет. Достигнута высота в 7,015 км. и скорость в 1005 км/ч. Продолжительность полета составила 55 минут. Испытание на давление в кабине при максимальном перепаде давления.
16 ноября 2024 года был совершен восьмой полет. Достигнута высота 7,632 км. и скорость в 1005 км/ч. Продолжительность полета 54 минуты.
13 декабря 2024 года был совершен девятый полет. Достигнута высота 8,45 км. и скорость в 1066 км/ч. Продолжительность полета 56 минут
19 декабря 2024 года был совершен десятый полет. Достигнута высота 9,88 км и скорость в 1164 км/ч. Продолжительность полета 46 минут
28 января 2025 прототип сумел трижды выйти на скорость 1.122 Маха 

## Заказы
При скорости в 1,7 Маха полёт из Нью-Йорка до Лондона будет длиться 3 часа 30 минут, а из Ньюарка до Франкфурта-на-Майне — 4 часа. Тихоокеанский перелёт из Сан-Франциско в Токио будет длиться 6 часов, в то время как сегодня полёт по тому же маршруту на Boeing 777 длится 11 часов. К 2035 году Boom планирует продать более 1000 самолётов.
Boom считает, что полёт из Лондона до Нью-Йорка (единственный прибыльный маршрут Конкорда в прошлом) будет стоить 5000 $, в то время как у Конкорда этот же полёт стоил 20 000 $ (с учётом инфляции). Уровень расхода топлива позволит добавить бизнес-класс в самолёт на обычных маршрутах, в то время как на дальнемагистральных маршрутах могут быть предложены 30 мест первого класса и 15 кресел бизнес-класса.
В марте 2016 года Ричард Брэнсон подтвердил, что Virgin Atlantic имеет опцию на заказ 10 самолётов Overture. В декабре 2017 года Japan Airlines предварительно заказала 20 самолётов. Генеральный директор Boom Technology сообщает, что 2000 самолётов Overture соединят 500 городов. 3 июня 2021 года United Airlines заказала 15 самолётов, также оформив предварительный заказ на ещё 35 самолётов. American Airlines также оформила заказ на 20 самолётов и опцию на следующие 40 самолётов в августе 2022 года.
| Дата заказа          | Заказчик          | Заказы | Заказы         | Всего |
| Дата заказа          | Заказчик          | Заказы | Опция на заказ | Всего |
| -------------------- | ----------------- | ------ | -------------- | ----- |
| 23 марта 2016 года   | Virgin Atlantic   | —      | 10             | 10    |
| 23 марта 2016 года   | н. д.             | —      | 10             | 10    |
| 20 июня 2017 года    | н. д.             | —      | 51             | 51    |
| 5 декабря 2017 года  | Japan Airlines    | —      | 20             | 20    |
| 3 июня 2021 года     | United Airlines   | 15     | 35             | 50    |
| 16 августа 2022 года | American Airlines | 20     | 40             | 60    |
| Всего                | —                 | 35     | 156            | 191   |

## Дизайн
Чтобы иметь возможность лететь со сверхзвуковой скоростью, Overture использует оживальное крыло (англ. delta wing). Оно необходимо для сверхзвукового полёта, однако при взлёте требуется бо́льшая тяга двигателя и угол подъёма носа, иначе самолёт может перейти в сваливание. Затраты на обслуживание самолёта не должны намного превышать стоимость дозвуковых самолётов. Предполагается, что он будет намного дешевле, чем его предшественник Конкорд. Самолёт будет сделан из композитных материалов, что уменьшит его вес и затраты на топливо. Изначально 55-местный самолёт должен был иметь длину 52 метра, однако Boom решила увеличить его длину до 61 метра и тем самым увеличить пассажировместимость.
FAA и ИКАО работают над возможностью уменьшить или убрать звуковой удар, чтобы дать Overture возможность летать не только над океаном, но и над сушей. Ожидается, что при взлёте Overture будет не громче дозвукового Boeing 777-300ER.
В июле 2022 года были объявлены изменения в конструкции: было решено увеличить количество двигателей до четырёх, чтобы можно было использовать меньшую тягу при взлёте, а также изменить форму самолёта и уменьшить лобовое сопротивление. Новые двигатели будут менее сложны в конструкции и уменьшены для улучшения аэродинамики.

### Boom Symphony
Boom Symphony — это турбовентиляторный двигатель, разрабатываемый специально для Overture. Он будет иметь тягу в 35 000 фунтов при взлёте и в сверхзвуковой фазе полёта. Boom собирается начать производство двигателя в 2024 году в Северной Каролине.

## Лётно-технические характеристики
- Пассажировместимость: 64—80 пассажиров
- Длина: 61 метр (201 фут)
- Размах крыла: 18 метров
- Максимальная взлётная масса: 77 100 килограмм
- Двигатели: 4 Boom Symphony
- Максимальная скорость: 2,2 Маха (2625,16 км/ч)
- Крейсерская скорость: 1,7 Маха (2028,54 км/ч)
- Максимальная дальность: 7867 километров (4888 миль)
- Крейсерская дальность: 6839 километров (4250 миль)
- Максимальная высота: 60 тысяч футов (18,29 км)